# Orchis singe
Orchis simia
Espèce
Statut de conservation UICN

 LC  : Préoccupation mineure
Statut CITES
L’Orchis singe (Orchis simia) est une espèce de plantes herbacées pérennes de la famille des Orchidacées. Il doit son nom commun à sa lèvre lobée qui imite la forme générale du corps d'un singe.

## Synonymes
- Orchis macra
- Orchis tephrosanthos

## Description
Cette orchidée haute de 20 à 40 (50) cm  est reconnaissable à sa floraison inversée : les fleurs du sommet de l'inflorescence s'ouvrent en effet avant celles de la base. Le labelle est fortement trilobé. Le lobe médian est divisé en deux lobes fins semblables aux lobes latéraux et présente un appendice intercalaire allongé. L'éperon, non nectarifère, plus court que le labelle, est incurvé vers le bas.

## Confusion possible
Orchis simia est voisine de l'orchis guerrier (Orchis militaris) avec laquelle elle peut s'hybrider. Elle s'hybride également avec Orchis purpurea, donnant des individus dont les fleurs ont la forme de O. simia mais de couleur plus foncée, rappelant O. purpurea.

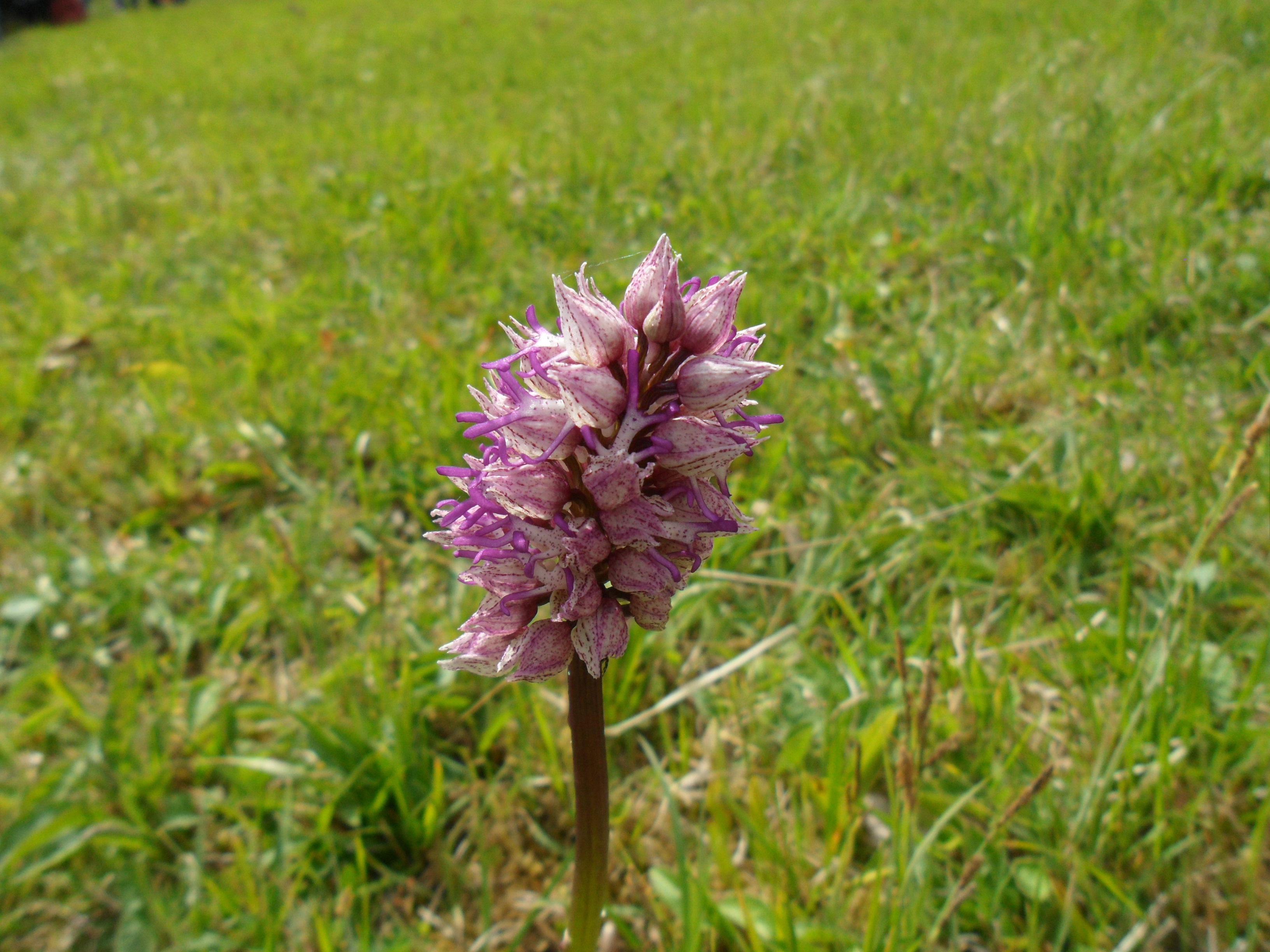
Hybride entre Orchis simia et Orchis purpurea. Gros Tienne, Belgique.

## Floraison

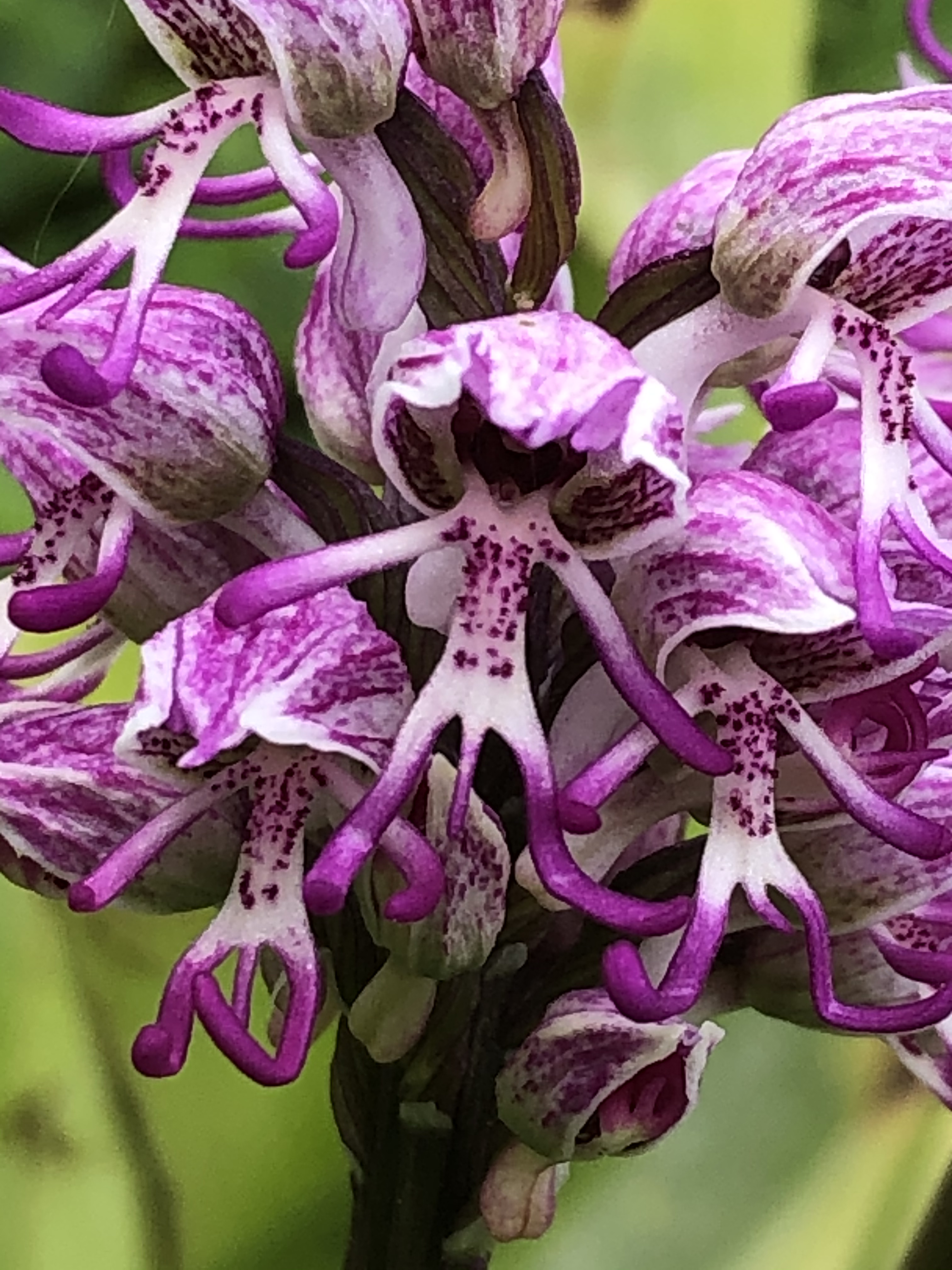
La fleur de l'orchis simia

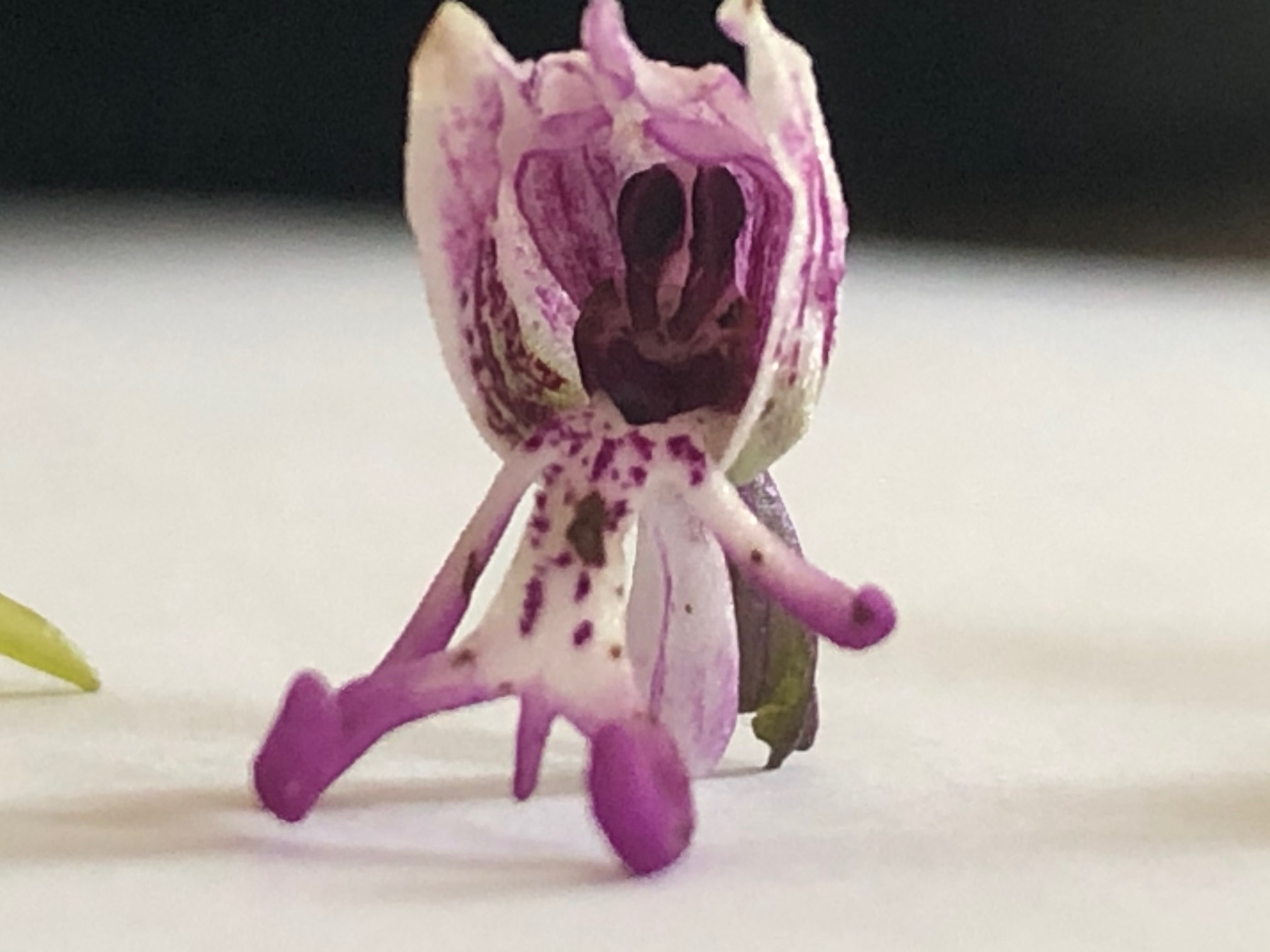

De la mi-avril à juin (rarement début juillet).

## Habitat
En terrain calcaire, sec, en pleine lumière ou sous léger ombrage en zones de pelouses, de bois clairs, de garrigues sur sols rocailleux.

## Aire de répartition
Espèce méditerranéenne-atlantique de l'Espagne à l'Angleterre, à l'Est jusqu'en Iran. Également présente en Afrique du Nord.
Elle atteint sa limite nord sur le continent européen en Belgique, où elle est considérée comme très rare.

## Vulnérabilité
L'espèce est classée "LC" : Préoccupation mineure.
Cette orchidée est cependant protégée dans diverses régions de France métropolitaine.

## Galerie

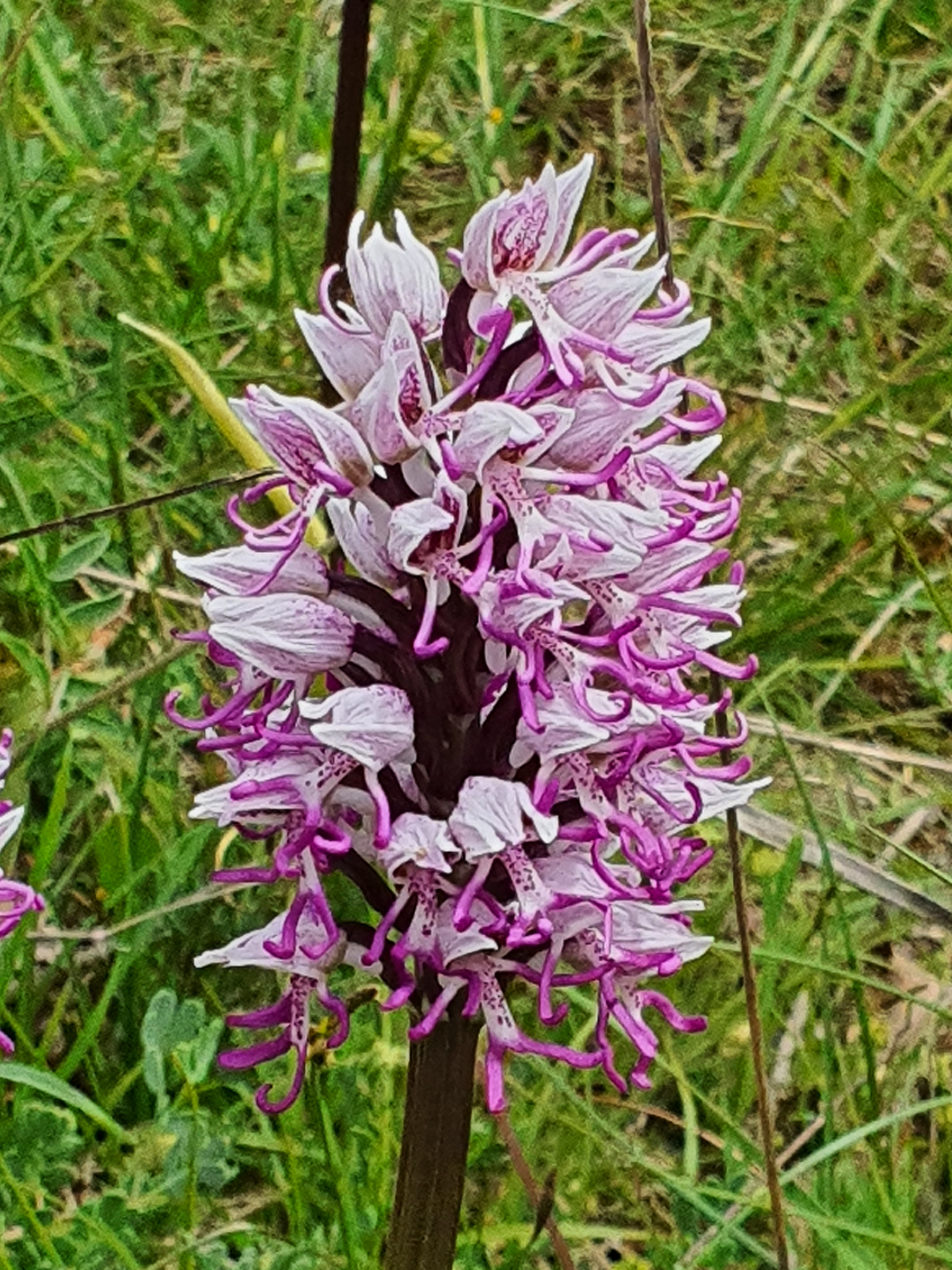
Orchis singe sauvage (Orchis simia), Hérault, France